# Sada (A Coruña)
Sada ist eine spanische Gemeinde in der Autonomen Gemeinschaft Galicien. Die Gemeinde hat 17.140 Einwohner (Stand: 2024). Sie ist eine Küstengemeinde mit Fischerei und Tourismus als Hauptwirtschaftszweigen. 

## Demografie
Quelle: INE-Archiv – grafische Aufarbeitung für Wikipedia

## Gemeindegliederung
Die Gemeinde Sada ist in acht Parroquias gegliedert:
| Parroquias | Patrozinium | Einwohner 2024 | Fläche km² | Dichte Einw./km² | Höhe msnm | Ortskennzahl |
| ---------- | ----------- | -------------- | ---------- | ---------------- | --------- | ------------ |
| Carnoedo   | Santo André | 1.082          | 4,36       | 248              | 56        | 15075010000  |
| Meirás     | San Martiño | 1.200          | 3,25       | 369              | 160       | 15075020000  |
| Mondego    | San Xián    | 948            | 3,32       | 286              | 54        | 15075030000  |
| Mosteirón  | San Nicolao | 244            | 0,99       | 246              | 59        | 15075040000  |
| Osedo      | San Xián    | 1.066          | 3,66       | 291              | 58        | 15075050000  |
| Sada       | Santa María | 11.042         | 4,79       | 2.305            | 37        | 15075060000  |
| Soñeiro    | San Xián    | 806            | 3,65       | 221              | 123       | 15075070000  |
| Veigue     | Santa Comba | 486            | 3,69       | 132              | 94        | 15075080000  |

## Wirtschaft
| Ackerbau, Viehzucht und Fischerei                                                  | 096   | 01,42  |
| Industrie                                                                          | 0683  | 010,11 |
| Bauwirtschaft                                                                      | 0501  | 07,42  |
| Dienstleistungsbetriebe                                                            | 5,474 | 081,05 |
| Total                                                                              | 6.754 | 100,00 |
| * Daten aus dem Statistischen Amt für Wirtschaftliche Entwicklung in Galicien, IGE |       |        |

In Sada hat die Trison Europe S.L.U. ihren Sitz. 

## Persönlichkeiten
- Bicho (* 1996), Fußballspieler